# アダプティブ有限要素法
アダプティブ有限要素法（アダプティブ法）とは、近似解法の一つである有限要素法において、解析からの事後推定によりメッシュの改善を自動的に行なう方法論である。アダプティブ法は次の2ステップからなっている。
1. 事後評価
2. メッシュの制御

## アダプティブ法の利点
有限要素法においては、メッシュを無限小化することで数値解が厳密解に収束することが数学的に保証されているが、全自由度が無限大の剛性マトリックスを解くことはコンピュータに大きな負荷がかかり現実的には不可能である。すなわち、解析精度を上げるにはある自由度内でより精度の良いメッシュを生成することが必要となってくる。「精度のよいメッシュであること」の十分条件は「要素次数が高次であること」や「要素寸法が小さいこと」であることが知られているが、最適なメッシュとする指標は漠然としたもので経験則からの予想でしかない。そこで、より解析の精度を必要とする要素を事後評価により導出し、それらのメッシュのみを自動的に制御するアダプティブ法が有効であるとされている。

## 種類
メッシュ制御法としてはr法、h法、p法がある。
r法（節点移動法）
節点数や要素数を変化させることなく、各要素が等しい誤差を持つように節点を移動する手法である。「r」は「relocation（節点再配置）」の略。自由度が変わらないため解析効率は良いが、誤差の総量はほとんど変わらず複雑な形状には対応できない。
h法（要素局所細分化および要素再生成法）
各要素が等しい誤差を持つように、誤差が大きい領域の要素を細分化する手法である。「h」は「height（高さ）」の略でメッシュサイズを表す。細分化に伴い自由度が増加し解析効率が下がるが、誤差の総量は減少し複雑な形状にも対応できる。
p法（要素高次化法）
誤差が大きい領域における要素の形状関数を高次元化する手法である。「p」は「polynomial（多項式）」の略で形状関数を表す。初期メッシュは比較的粗くても良いためメッシュ分割が楽であり、解の収束率は一番良いとされている。要素の高次元化に伴い、剛性マトリックスの計算をする際多くの積分点が必要となり解析効率は低下する。